# Carabus problematicus
Carabus problematicus (Herbst, 1786) è un coleottero appartenente alla famiglia dei Carabidae.

## Descrizione

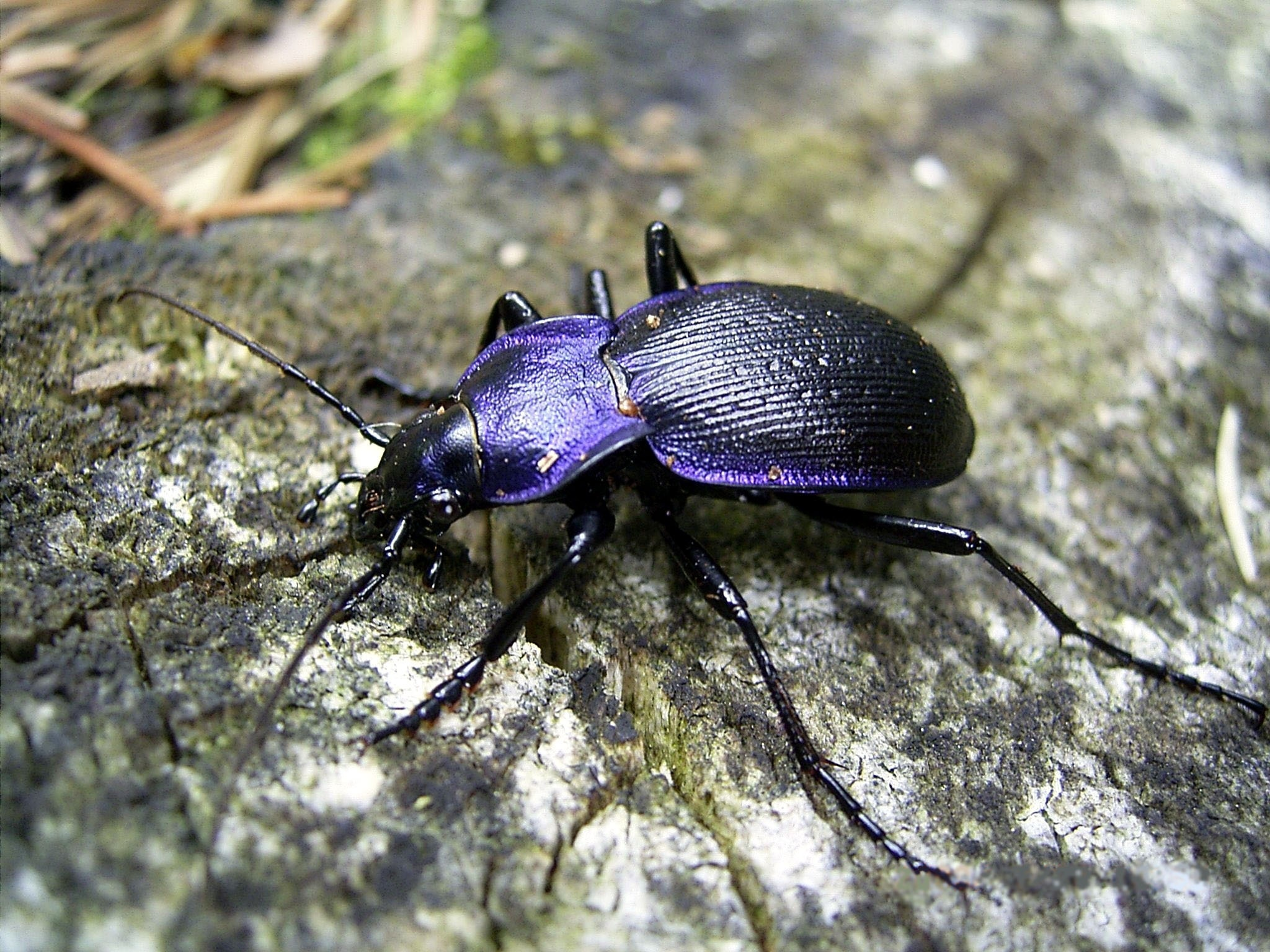

Si presenta come un coleottero di dimensioni medio-grandi, comprese tra i 20 e i 29 mm di lunghezza. Le elitre sono di colore nero con riflessi bluastri con strie ben visibili e una lieve punteggiatura.

## Biologia
Questo carabide compare a maggio e resta visibile fino ad ottobre. Il suo ciclo vitale gli permette di generare due generazioni l'anno. Si può rinvenire in svariati ambienti, dalle foreste a livello del mare fino ai 2500 m. In inverno si ripara nei ceppi o sotto i muschi.

## Distribuzione
C. problematicus è diffuso in Europa centrale e settentrionale, escludendo l'Italia, le isole del Mediterraneo, la penisola Iberica e i Balcani.